# Park Narodowy Rio Negro-Sopladora
Park Narodowy Rio Negro-Sopladora (hiszp. Parque nacional Rio Negro-Sopladora) – park narodowy w Ekwadorze położony w prowincjach Azuay i Morona-Santiago. Został utworzony 23 stycznia 2018 roku i zajmuje obszar 306,16 km². Na północ od niego znajduje się  Park Narodowy Sangay, a na południe Park Narodowy Podocarpus.

## Opis
Park znajduje się na wschodnich zboczach Andów, w dorzeczu Amazonki, na wysokościach od 800 do 3902 m n.p.m. i obejmuje środkową część pasma górskiego Cordillera Real. Jest to obszar przejściowy między wysokimi pasmami Andów a Niziną Amazonki, co powoduje dużą różnorodność fauny i flory. Niżej położoną część parku pokrywa tropikalny wilgotny las górski (63,7% powierzchni parku). Wyżej występuje paramo.

## Flora
W parku zarejestrowano 344 gatunki roślin naczyniowych. Rosną tu uznana przez IUCN za gatunek wymarły na wolności (EW) Brugmansia arborea, zagrożone wyginięciem (EN) Weinmannia costulata, Centropogon azuayensis, Saurauia tambensis, Miconia pausana, narażone na wyginięcie (VU) Cedrela montana, Miconia hexamera, Miconia caelata, Inga extra-nodis, Gynoxys laurifolia, Brachyotum fictum, Brachyotum gracilescens, Clethra parallelinervia, Hydrocotyle yanghuangensis, a także m.in.: Podocarpus oleifolius, Stilpnophyllum oellgaardii, Geranium campii, Valeriana adscendens, Freziera microphylla, Macrocarpaea revoluta.

## Fauna
W parku odnotowano 43 gatunki ssaków. Są to zagrożone wyginięciem (EN) tapir górski i królak brazylijski, narażone na wyginięcie (VU) zbójnik ekwadorski, pekari białobrody, ocelot tygrysi, andoniedźwiedź okularowy i  mazama karłowata, a także m.in.: skrytouszka ekwadorska, Sylvilagus andinus, wydrak długoogonowy, puma płowa, Cebus yuracus, paka górska, paka nizinna, ostronosek górski, aguti czarny, pancernik dziewięciopaskowy.
Występuje tu 136 gatunków ptaków. Są to zagrożony wyginięciem (EN) andowik, narażone na wyginięcie (VU) kondor wielki i mrówczynek oliwkowy, a także m.in.: złotopiórka, złotopiór lśniący, drobik maskowy, beretnik rdzawobrzuchy, penelopa andyjska, andotukan niebieski, krytonosek długoskrzydły, syczoń jarzębaty, sztolcmanka, andokoliberek, owocojad prążkowany, owocojad czarnolicy, drzym płowy, kusaczka rdzawa, kląszczyk ciemnogrzbiety, tyranulek rudogłowy, andołuszczek kapturowy, skalikurek andyjski, krępomrowiec ponury, bekas kasztanowaty, koszykarz mysi.
W parku zarejestrowano 23 gatunki płazów i gadów. Są to m.in. zagrożone wyginięciem (EN) Pristimantis balionotus, Pristimantis pycnodermis, Pristimantis spinosus, Pristimantis nimbus, Pristimantis orestes, Pristimantis gualacenio i Pristimantis devillei.